# Sterling Campbell
Sterling Campbell (New York, 3 maggio 1964) è un batterista statunitense.
Nel corso della sua carriera ha collaborato con Tina Turner, Rufus Wainwright, David Bowie ed è stato un componente dei Duran Duran.

## Discografia con i Duran Duran

### Album in studio
- 1990 – Liberty